# 香港護理及助產專科學院
香港護理及助產專科學院（英語：The Hong Kong Academy of Nursing & Midwifery）是香港一所護士專科學院，下設14個分科學院，為在職專科護士提供專業的護理學訓練，為香港首個頒授護士專科資格機構。2015年1月，其前身臨時香港護理專科學院獲香港政府認可為合法慈善團體。臨時香港護理專科學院的角色與負責審核醫生專科資格的香港醫學專科學院類似，香港護士必須統一，由專科學院認證後，方為專科護士。現任院長為馮玉娟教授。
2015年8月，正式更名為香港護理專科學院。2024年，再更名為香港護理及助產專科學院。

## 沿革
護士於香港是獨當一面的醫療專業職業，並非普通醫生助手，亦已經走上專科化道路。2002年，香港護士管理局就成立香港護理專科學院事宜設立工作小組。2006年，香港護士管理局成立籌備委員會。2011年10月，香港護士管理局將臨時香港護理專科學院註冊為有限公司，為專科學院建立雛形。經過10年的籌備及計劃時間，香港護理界於2012年5月成立臨時香港護理專科學院，下設14個分科學院。2014年，臨時香港護理專科學院正式推行專科考試，相關資歷亦可以於未來過渡。
至2012年，相關法例已經有初步稿件，期望由來屆立法會議員以私人草案形式提出，或者爭取香港政府主動立法。屆時學院將會具備監測、評審及發展護理專業資格、規範專科護理課程標準、檢定及頒授專科護理專科護士、院士及名譽院士資格等功能。專科學院要求註冊護士具備一定的臨牀工作經驗及500小時理論時數，經過專科學院考核後才能夠獲得專科資格。此外，臨時香港護理專科學院計劃與香港大學、香港理工大學等提供護理課程的教育機構課程掛鈎，於未來為香港護理界提供進修課程。
2012年5月12日（國際護士節當日），臨時香港護理專科學院舉行成立典禮，率先頒授8位榮譽院士、28位創院院士及1,496位專科院士，成為香港首批獲專科資歷認可的資深護士
2015年8月，學院正式更名為香港護理專科學院。

## 遠景
致力於追求卓越，通過規劃高級護理實踐，以達至安全及高質素的醫療護理服務，嫓媲美國際標準。

## 使命
- 制訂資格審查制度，高級護理實踐法定化，保障公眾安全
- 提高高級護理實踐知名度及專業成就
- 參與健康政策制訂，並考慮到社會公共利益和關注
- 促進跨學科和跨領域合作，以提高醫療護理質素，實現高效、有效和最好的照顧
- 與全球醫護夥伴建立網絡，以促進本地和香港以外的高級護理實踐發展

## 宗旨
- 推進護理的藝術及科學
- 促進高級護理實踐的研究和持續教育的發展
- 保證高級護理實踐的標準及專業和道德操守
- 參與健康政策制訂，以市民福祉為前題
- 提升及保障市民健康
- 促進跨學科和跨領域合作，同時與全球合作醫護夥伴建立網絡以推進醫療健康服務和高級護理實踐

## 分科
現時於香港護士管理局註冊的護士，被分為普通科護理、精神科護理及病童護理科3科。香港護理專科學院則按實際需要將護理專科劃分為14個專業分科，包括有：
- 心臟護士專科
- 社區及公共健康
- 危重病
- 護理教育及科研
- 急症科
- 老年學護理專科
- 內科
- 精神健康
- 助產士
- 骨教護理
- 兒科
- 微手術
- 外科
- 護理及衞生管理

各分科均自己設有培訓規範及專科評核標準，並且由美國及澳洲等具經驗的專家協助擬定，以確保達到國際標準。